# Université de Mulhouse
Université de Mulhouse – francuski uniwersytet publiczny założony w 1975 w Miluzie.
Obecnie na uniwersytecie studiuje ponad 8000 studentów wszystkich kierunków oraz wydziałów oraz zatrudnionych jest ponad 500 pracowników naukowych.

## Wydziały
Uczelnia jest podzielona na trzy wydziały rozlokowane na przestrzeni miasta Miluza, a także okolicznych miejscowości. W skład uczelni wchodzą następujące wydziały:
- Wydział Językoznawstwa, Literatury, a także Nauk Humanistycznych
- Wydział Nauk Społecznych
- Wydział Nauk Ścisłych, Technologii oraz Informatyki

## Rektorzy
- Jean-Baptiste Donnet 1977–1982
- Alain Jaéglé 1982–1987
- Gérard Binder 1987–1992
- Gilles Prado 1992–1997
- Gérard Binder 1997–2002
- Guy Schultz 2002–2007
- Alain Brillard 2007–2012
- Christine Gangloff-Ziegler od 2012